# Kazimierz Puffke
Kazimierz Puffke (ur. 1854, zm. 1921) – powieściopisarz, dziennikarz i publicysta z Poznańskiego, współpracownik wielu czasopism warszawskich; 1896-1907 jeden z najważniejszych publicystów Słowa, potem redaktor Dziennika Poznańskiego, uczestnik Zjazdu Słowiańskiego w Pradze 1908 roku.